# Egor Gerasimov
Egor Gerasimov, född 11 november 1992, är en vitrysk tennisspelare.

## Karriär
I februari 2020 nådde Gerasimov sin första final på ATP-touren vid Maharashtra Open, där han förlorade mot Jiří Veselý.

## Titlar och finaler

### ATP-finaler i kronologisk ordning

#### Singel: 1 (1 andraplats)
| Teckenförklaring                  |
| --------------------------------- |
| Grand Slam turneringar (0–0)      |
| ATP World Tour Finals (0–0)       |
| ATP World Tour Masters 1000 (0–0) |
| ATP World Tour 500 Series (0–0)   |
| ATP World Tour 250 Series (0–1)   |

| Finaler efter underlag |
| ---------------------- |
| Hard court (0–1)       |
| Grus (0–0)             |
| Gräs (0–0)             |

| Resultat | V–F | Datum         | Turnering                | Kategori   | Underlag   | Motståndare | Resultat           |
| -------- | --- | ------------- | ------------------------ | ---------- | ---------- | ----------- | ------------------ |
| Tvåa     | 0–1 | Februari 2020 | Maharashtra Open, Indien | 250 Series | Hard court | Jiří Veselý | 6–7(2–7), 7–5, 3–6 |